# Čchien-si-nan
Čchien-si-nan (čínsky pchin-jinem Qiánxīnán, znaky zjednodušené 黔西南, tradiční 黔西南), plným názvem Puejský a miaoský autonomní kraj Čchien-nan (čínsky v českém přepisu Čchien-si-nan pu-i-cu miao-cu c’-č’-čou, pchin-jinem Qiánxīnán Bùyīzú Miáozú zìzhìzhōu, znaky zjednodušené 黔西南布依族苗族自治州), je autonomní kraj v provincii Kuej-čou v Číně. Má rozlohu 16 817 km² a žijí v něm přes 3 miliony obyvatel.

## Geografie

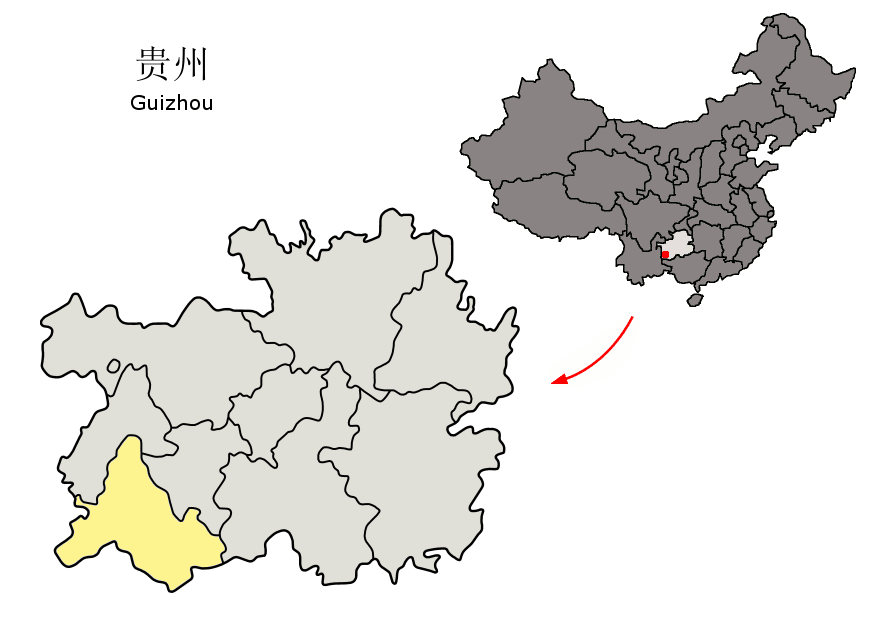
Čchien-si-nan (žlutě) na mapě provincie Kuej-čou

Puejský a miaoský autonomní kraj Čchien-si-nan se nachází na jihozápadě provincie Kuej-čou v jihozápadní Číně. Na severozápadě hraničí s městskou prefekturou Liou-pchan-šuej, na severovýchodě s městskou prefekturou An-šun, na východě má kratší úsek společné hranice s autonomním krajem Čchien-nan. Na jihu hraničí s oblastí Kuang-si, na jihozápadě s provincií Jün-nan.
Kraj leží v subtropickém klimatickém pásu a má vlhké subtropické podnebí; je z většiny hornatý či kopcovitý, nejvíce na severozápadu, směrem k jihovýchodu se nadmořská výška terénu postupně snižuje. 

## Demografie
Podle sčítání lidu roku 2020 žilo v kraji 3 015 112 obyvatel na rozloze 16 817 km². Z toho bylo 60,82 % Číňanů (Chanů), 26,35 % Puejů, 7,34 % Miaů, 1,75 % Iů, 1,36 % Liů a 1,01 % Chuejů; zbytek (1,37 % obyvatelstva) tvořili příslušníci jiných národností.

## Administrativní členění
Autonomní kraj Čchien-si-an se člení na osm celků okresní úrovně, a sice dva městské okresy a šest okresů.
| městský okres · Sing-i městský okres · Sing-žen okres · Pchu-an okres · Čching-lung okres · Čen-feng okres · Wang-mo okres · Cche-cheng okres · An-lung |        |                       |                    |                                  |
| Název | Název  | Počet obyvatel (2020) | Rozloha km² (2020) | Hustota zalidnění (obyv. na km²) |
| český přepis | znaky  | Počet obyvatel (2020) | Rozloha km² (2020) | Hustota zalidnění (obyv. na km²) |
| Městské okresy |        |                       |                    |                                  |
| Sing-i | 兴义市 | 1 004 132             | 2 913              | 345                              |
| Sing-žen | 兴仁市 | 425 770               | 1 783              | 239                              |
| Okresy |        |                       |                    |                                  |
| Pchu-an | 普安县 | 242 958               | 1 446              | 168                              |
| Čching-lung | 晴隆县 | 234 162               | 1 301              | 180                              |
| Čen-feng | 贞丰县 | 307 313               | 1 502              | 205                              |
| Wang-mo | 望谟县 | 235 243               | 3 021              | 78                               |
| Cche-cheng | 册亨县 | 189 709               | 2 608              | 73                               |
| An-lung | 安龙县 | 375 825               | 2 244              | 168                              |
| |        |                       |                    |                                  |
| Celkem | Celkem | 3 015 112             | 16 817             | 179                              |